# Calendrier copte
Pour les articles homonymes, voir Copte (homonymie).
Le calendrier copte, aussi appelé calendrier alexandrin, est le calendrier liturgique de l'Église copte orthodoxe dont les fidèles  vivent surtout en Égypte, en diaspora et en Éthiopie (dont c'est le calendrier utilisé au quotidien, voir Calendrier éthiopien). Il dérive du calendrier de l'Égypte antique mais ne se fonde plus sur les cycles lunaires et comporte des aménagements pour les années bissextiles.

## Ère
Le calendrier copte fixe pour origine l'an 284, année de prise du pouvoir par l'empereur romain Dioclétien, responsable de la dernière grande persécution contre les chrétiens. Cette année marque le début de l'« Ère des Martyrs » (asr al-shuhadä) ou « ère de Dioclétien ».
Le Nouvel An copte est le 29 août du calendrier julien , 30 août les années précédant une année bissextile comme 287, 291, etc. Le premier jour de l'an I du calendrier copte est donc le vendredi 29 août 284.
Le décalage entre le calendrier julien et le calendrier grégorien est actuellement, et jusqu'en février 2100, de 13 jours. La date actuelle du début de l'année copte est donc, dans le calendrier grégorien, le 11 septembre, ou le 12 septembre les années précédant une année bissextile.

## Nouvel An
La date du Nouvel An copte est héritée de l'antiquité pharaonique. Dans le calendrier de l'Égypte antique, l'année était censée commencer avec le lever héliaque de l'étoile Sirius (Sothis), mais elle durait 365 jours, sans intercalation. La coïncidence avec le lever héliaque de Sirius se décalait assez rapidement. Censorin affirme qu'en l'an 139, le 1er Thout a été le jour du lever héliaque, qui a cette époque pouvait être observé vers le 22 juillet (julien) à Gizeh selon les calculs de l'IMCCE.
Selon ce constat, l'an 284 arrive 36 olympiades plus tard, et le 1er Thout du calendrier antique, décalé de 36 jours, tombe le 27 août, proche du 29. Il est possible que le « constat » de Censorin soit plutôt une extrapolation de la période sothiaque, réputée durer 1460 ans.
Contrairement au calendrier de l'Égypte antique, le calendrier copte intercale un jour tous les quatre ans, comme le calendrier julien, et reste synchronisé avec ce dernier.

## Mois
Comme dans le calendrier de l'Égypte antique, l'année est composée de douze mois de trente jours et de cinq jours complémentaires (ou six jours les années bissextiles) ; ces jours sont dits « jours épagomènes ».
Voici les noms des douze mois et de la période des jours épagomènes. Ces noms proviennent de l'ancienne langue égyptienne. On trouvera dans la liste ci-après le nom transcrit de l'ancienne écriture égyptienne suivi de la prononciation dans l'actuelle langue copte, leur date dans le calendrier julien et, entre parenthèses, la correspondance avec le calendrier grégorien:
1. Thout, Tout, du 29 août au 27 septembre du calendrier julien (du 11 ou 12 septembre au 10 ou 11 octobre du calendrier grégorien)
2. Phaophi, Bâbah du 28 septembre au 27 octobre (du 11 ou 12 octobre au 9 ou 10 novembre)
3. Athyr, Hâtour du 28 octobre au 26 novembre (du 10 ou 11 novembre au 9 ou 10 décembre)
4. Khoiak, Keihak du 27 novembre au 26 décembre, Noël étant toujours le 29 Kyahk (du 10 ou 11 décembre au 8 ou 9 janvier)
5. Tybi, Toubah du 27 décembre au 25 janvier (du 9 ou 10 janvier au 7 ou 8 février)
6. Méchir, Amshir du 26 janvier au 24 février (du 8 ou 9 février au 9 mars)
7. Phaminoth, Barmahât du 25 février au 26 mars, ou 25 mars les années bissextiles (du 10 mars au 8 avril)
8. Pharmouti, Barmoudah du 27 mars, ou 26 mars, au 25 avril, ou 24 avril (du 9 avril au 8 mai)
9. Pachon, Bachnas du 26 avril, ou 25 avril, au 25 mai, ou 24 mai (du 9 mai au 7 juin)
10. Payni, B'ounah du 26 mai, ou 25 mai, au 24 juin, ou 23 juin (du 8 juin au 7 juillet)
11. Epiphi, Abîb du 25 juin, ou 24 juin, au 24 juillet, ou 23 juillet (du 8 juillet au 6 août)
12. Mésori, Masari du 25 juillet, ou 24 juillet, au 23 août, ou 22 août (du 7 août au 5 septembre)
13. Al-Nasi, jours épagomènes, du 24 août, ou 23 août, au 28 août (du 6 septembre au 10 ou 11 septembre).

## Années bissextiles
Comme le calendrier julien, le calendrier copte comporte une année normale de 365 jours et une année bissextile tous les quatre ans. Dans le calendrier copte, le jour supplémentaire est ajouté aux jours épagomènes qui sont alors six jours au lieu de cinq les années normales.
Toutefois les années coptes et juliennes ne sont pas bissextiles en même temps : l'année copte est bissextile lorsque le millésime copte est divisible par quatre ; il en résulte que les années bissextiles coptes tombent une année avant l'année bissextile julienne (et aussi grégorienne). Dans les années proches de notre époque, les années bissextiles coptes sont : 1732 (2015 grégorienne), 1736 (2019), 1740 (2023), 1744 (2027) , etc..

## Semaine
La semaine copte compte sept jours et commence par le dimanche :
1. Tkyriaka : dimanche (« celle du Seigneur »)
2. Pesnau : lundi (« le deux »)
3. Pshoment : mardi (« le trois »)
4. Peftoou : mercredi (« le quatre »)
5. Ptiou : jeudi (« le cinq »)
6. Psoou : vendredi (« le six »)
7. Psabbaton : samedi (« le Shabbat »)

On note la parenté entre le nom copte du samedi, issu de l'égyptien ancien, et le nom hébreu,.